# Mars Microphone
Mars Microphone est un microphone fruit d'une collaboration entre l’ISAE-SUPAERO, qui en assure la maîtrise d'ouvrage, et le Centre national d'études spatiales (CNES). Cet instrument a été sélectionné par la NASA pour être à bord de la mission Mars 2020.
S'il fonctionne comme prévu, Mars Microphone deviendra le premier microphone en activité à la surface de Mars. Cet instrument est destiné à être intégré à la SuperCam, version améliorée de la ChemCam en service sur l'astromobile Curiosity depuis 2012, qui étudie à distance la diversité géologique de la planète Mars.